# Aerion SBJ
Aerion SBJ — концепт надзвукового бізнес-літака, розроблюваного Aerion Corporation. Якщо він буде випущений, то з'явиться можливість подорожувати між Європою та Північною Америкою і повертатися назад за один день. Ціна $80 млн (в доларах 2007 року), вартість розробки від $1.2 до $1.4 млрд. Компанія стверджує, що вже отримала 50 підтверджених замовлень, кожен із внеском в $250,000. Буде введений в експлуатацію у 2015 році.

## Характеристики
Aerion обіцяє швидкість 1.6 М та швидкість приземлення близько 200 км/год.
Екіпаж=2
Пасажирів=8-12
Довжина=41.33 m
Ширина=19.57 m
Висота=6.46 m
Максимальна злітна вага= 40,823 кг
Двигун=Pratt & Whitney JT8D-219
Максимальна швидкість= Mach 1.8, 1,186 mph, 1,909 км/год
Крейсерська швидкість= Mach 1.7, 1,112 mph, 1,790 км/год
Дальність
- - На швидкості 0.95М: 4,600 nm (8,500 км)
  - На швидкості 1.40М: 4,200 nm

Висота польоту=15.5 km